# Mérytamon (fille de Thoutmôsis III)
Pour l’article homonyme, voir Mérytamon.
Mérytamon est une fille de Thoutmôsis III et de sa deuxième épouse Mérytrê-Hatchepsout.

## Généalogie
Mérytamon est l'une des six enfants connus de Thoutmôsis et Mérytrê. Ses frères et sœurs sont le futur pharaon Amenhotep II, le prince Menkhéperrê et les princesses Nebetiounet, une seconde Mérytamon et Iset.
Elle est représentée, avec ses sœurs et Menkhéperrê, sur une statue de leur grand-mère maternelle Houy (statue aujourd'hui au British Museum). Elle est également représentée dans la chapelle d'Hathor construite par son père à Deir el-Bahari.
Elle a hérité de sa mère du titre d'épouse du dieu Amon. Ses autres titres sont « fille du roi » et « sœur du roi ».
Thoutmôsis et Mérytrê ont eu une deuxième fille également appelée Mérytamon, elle est aussi représentée sur la statue de Hui. On ne sait pas laquelle de ces princesses est représentée sur les genoux de Benermerout, le surveillant des travaux, sur sa statue cube découverte dans le temple de Karnak.

## Sépulture
Mérytamon est enterrée dans la tombe thébaine TT358, sous la colonnade du nord de la première terrasse d'Hatchepsout du temple funéraire de Deir el-Bahari.